# Purvottanasana

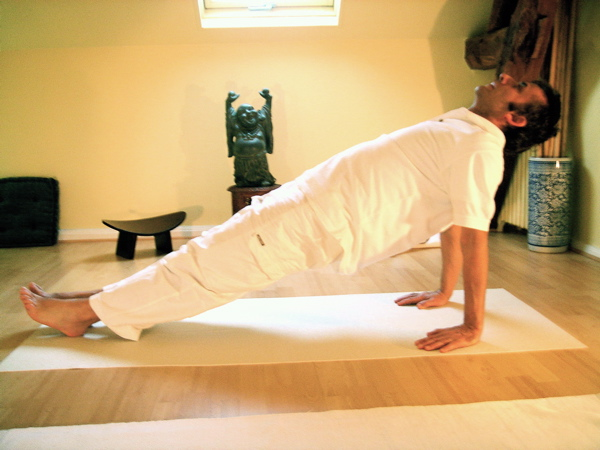
Purvottanasana

Purvottanasana (Sanskrit पूर्वोत्तानासन, IAST pūrvottānāsana), deutsch Schiefe Ebene, Umgedrehte Bretthaltung oder Dehnung der Körpervorderseite, ist eine Übung des Yoga. Der Sanskritname pūrvottānāsana bildet sich aus den Wörtern pūrva „Osten“, uttāna „intensiv ausdehnen“ und āsana „Sitz“ oder allgemeiner übersetzt „Körperhaltung“. Sie kann wörtlich mit Haltung der intensiven Ausdehnung des Ostens übersetzt werden. Der Osten bezeichnet nach der indischen Tradition die Vorderseite des Körpers.
Purvottanasana ist Teil der ersten Serie im Ashtanga (Vinyasa) Yoga. Obwohl sie nicht in die sogenannte Rishikesh-Reihe aufgenommen ist, die auf Swami Sivananda zurückgeht, wird die Schiefe Ebene im Sivananda-Yogastil gern nach der vorwärtsbeugenden Übung Paschimottanasana ausgeführt.
In den älteren Schriften des Hatha-Yoga, namentlich in der Hathapradipika (verfasst im 14. Jhd.) und in der Gherandasamhita (wahrscheinlich aus dem 17. Jhd.) ist diese Yogaübung nicht erwähnt.

## Körperliche Ausführung
Ausgangslage ist das Sitzen auf dem Boden mit gestreckten Beinen. Das Sivananda Yoga Vedanta Zentrum leitet weiter an: „[…] legen Sie Ihre Hände mit den Handflächen nach unten hinter dem Rücken auf den Boden, die Finger zeigen vom Körper weg. Stützen Sie sich auf die Hände.“ Die Hüften werden nun hochgeschoben und die Füße flach auf den Boden gestellt bei gestreckten Beinen.
Erling Petersen, der die Übung setuāsana nennt, setu heißt übersetzt „Brücke“, setzt eine andere Vorstellung für die Ausführung an. Er spricht nicht vom Heben der Hüften, sondern sagt: „Senke die Schultern, hebe den Brustkorb und strecke den Rücken.“
B. K. S. Iyengar lässt die Fingerspitzen in Richtung der Füße positionieren und gibt den Hinweis: „Die Arme sollten sich vom Handgelenk bis zu den Schultern senkrecht zum Boden befinden.“ In der Endstellung wird angestrebt, dass der Rumpf von den Schultern bis zum Becken parallel zum Boden geführt ist. Er lässt den Hals und Kopf in der Verlängerung der Wirbelsäule gestreckt.

## Führung der Aufmerksamkeit in der Übung
Swami Kriyananda empfiehlt, bei der Ausführung die folgende Affirmation zu denken: „Mit einem Schwung von Energie erhebe ich mich, um die Welt zu begrüßen.“

## Gesundheitliche Aspekte
B. K. S. Iyengar berichtet, dass die Schiefe Ebene Hand- und Fußgelenke stärke.